# 林东海 (1929年)
林东海（1929年9月—），原名陈昭德，出生于台湾省彰化县，曾任广东省政协副主席、省台盟主委、第七、八、九届全国政协委员。